# 海狸谷 (亞利桑那州)
海狸谷（英語：Beaver Valley）是位於美國亞利桑那州希拉縣的一個人口普查指定地區。根據2010年美國人口普查，該地人口為231人，而該地的面積約為3.90平方千米。

## 地理
海狸谷的座標為34°20′27″N 111°17′55″W / 34.34083°N 111.29861°W，而該地最高點為海拔高度1510米（即4954英尺）。